# Essere razionale
Essere razionale (Reason) è un racconto fantascientifico scritto da Isaac Asimov. È il secondo racconto di Asimov sui robot positronici, in cui fanno la loro prima comparsa Powell e Donovan. Pubblicato per la prima volta nell'aprile del 1941 sulla rivista Astounding Science Fiction, fa parte dell'antologia Io, Robot ed è stato incluso anche in altre raccolte di racconti di Asimov. È stato pubblicato in italiano per la prima volta nel 1963 con il titolo Secondo ragione.

## Trama
Gregory Powell e Mike Donovan si trovano sulla stazione spaziale numero 5, che fornisce energia alla Terra. Il loro compito è montare e controllare il funzionamento del nuovo robot della serie QT (QT-1), da loro chiamato Cutie. Caratterizzato da capacità di ragionamento molto elevate, Cutie non crede di essere stato creato dagli esseri umani. Powell e Donovan cercano di spiegare al robot l'universo, le stelle, il pianeta da cui provengono, lo scopo della stazione e il suo; ma Cutie, ritenendo che nulla possa creare qualcosa di superiore a se stesso, non crede alla tesi che i due uomini gli propongono. Arriva quindi a crearsi una sua religione personale, credendo di essere stato creato per servire il Padrone (la macchina che gestisce l'invio di energia alla Terra).
I due cercano di convincere il robot in svariati modi, ma senza successo. Cutie arriva alla conclusione che il padrone creò gli uomini per servirlo, ma dal momento che essi hanno vita breve, sopportano poco situazioni critiche e cadono spesso in uno stato di semi incoscienza (il sonno), creò anche i robot per aiutarli nel loro lavoro. Infine creò QT-1, intelligente, forte e resistente, per rimpiazzare gli umani al suo servizio. Con questa tesi riesce anche a convincere gli altri robot della stazione.
La situazione precipita quando in uno scatto di rabbia Donovan sputa sul condotto L (il "Padrone") e QT-1, considerando ciò un sacrilegio, decide di impedire l'entrata dei due uomini nella sala comandi. Nel mentre si sta avvicinando una violenta tempesta solare che rischia di fare deviare il raggio di energia dalla sua direzione originaria. Il raggio, anche se spostato solo di qualche frazione di grado, potrebbe bruciare tutto ciò che è presente in vari ettari di terreno sulla terra. Il compito degli esseri umani è proprio controllare e correggere queste anomalie, ma non avendo accesso alla sala comandi non possono fare altro che aspettare la tempesta.
Con grande sorpresa di entrambi Cutie riesce comunque a mantenere stabile il raggio, credendo in questo modo di servire il padrone. Powell e Donovan si convincono allora che il robot era funzionante: non ascolta gli ordini degli uomini ma servendo il "Padrone" fa comunque ciò per cui è stato creato.

## Le tre leggi
Dal momento che il robot si rifiuta di ubbidire ai comandi degli uomini, potrebbe sembrare che non rispetti la seconda legge della robotica, per cui i robot devono ubbidire agli ordini impartiti da esseri umani. In realtà questa legge è valida finché non contrasta con la prima legge (i robot non possono recare danno agli esseri umani). Se ubbidire agli uomini può danneggiarne altri, allora il robot non deve farlo, ed è proprio il caso di Cutie: nonostante il suo credo religioso, segue inconsciamente le tre leggi e sapendo manovrare con una precisione ineguagliabile il raggio di energia non permette ad altri uomini di entrare nella sala comandi e di mettere così in pericolo gli esseri umani sulla Terra. Inoltre crede che la sua religione possa garantire una sorta di redenzione a Powell e Donovan, pertanto impedisce a essi di commettere "sacrilegi", perché potrebbe compromettere la loro posizione in questo paradiso alternativo della religione di Cutie, e dunque causare loro danni.